# Campeonato Europeu de Atletismo em Pista Coberta de 2015 - 1500 m masculino
A prova dos 1500 metros masculino do Campeonato Europeu de Atletismo em Pista Coberta de 2015 foi disputada entre 6 e 7 de março de 2015 no O2 Arena em Praga, República Checa.

## Recordes
Antes desta competição, os recordes mundiais e do campeonato nesta prova eram os seguintes:
|                       | Nome               | Nacionalidade | Tempo     | Local     | Data                    |
| --------------------- | ------------------ | ------------- | --------- | --------- | ----------------------- |
| Recorde mundial       | Hicham El Guerrouj | Marrocos      | 3m 31s 18 | Estugarda | 2 de fevereiro de 1997  |
| Recorde do campeonato | Ivan Heshko        | Ucrânia       | 3m 36s 70 | Madri     | 6 de março de 2005      |
| Recorde europeu       | Andrés Manuel Díaz | Espanha       | 3m 33s 32 | Pireu     | 24 de fevereiro de 1999 |

## Medalhistas
| Ouro               | Prata                     | Bronze             |
| Jakub Holuša (CZE) | Ilham Tanui Özbilen (TUR) | Chris O'Hare (GBR) |

## Cronograma
Todos os horários são locais (UTC+2).
| Data       | Hora  | Evento  |
| ---------- | ----- | ------- |
| 6 de março | 18:00 | Bateria |
| 7 de março | 16:30 | Final   |

## Resultados

### Bateria
Qualificação: 2 atletas de cada bateria  (Q) mais o  1 melhor qualificado (q). 
| Posição | Bateria | Atleta                     | Nacionalidade | Tempo   | Notas            |
| ------- | ------- | -------------------------- | ------------- | ------- | ---------------- |
| 1       | 1       | Homiyu Tesfaye             | Alemanha      | 3:40.05 | Q                |
| 2       | 1       | Artur Ostrowski            | Polónia       | 3:40.24 | Q,               |
| 3       | 1       | John Travers               | Irlanda       | 3:41.37 | q,               |
| 4       | 1       | Diego Ruiz                 | Espanha       | 3:41.48 |                  |
| 5       | 2       | Chris O'Hare               | Reino Unido   | 3:41.83 | Q                |
| 6       | 2       | Ilham Tanui Özbilen        | Turquia       | 3:42.23 | Q                |
| 7       | 2       | Joao Bussotti Neves Junior | Itália        | 3:42.82 |                  |
| 8       | 1       | Dmitrijs Jurkevičs         | Letônia       | 3:42.84 | Recorde nacional |
| 9       | 1       | Staffan Ek                 | Suécia        | 3:43.68 |                  |
| 10      | 2       | Andreas Bueno              | Dinamarca     | 3:43.79 |                  |
| 11      | 4       | Jakub Holuša               | Chéquia       | 3:46.62 | Q                |
| 12      | 2       | Jan Friš                   | Chéquia       | 3:47.16 |                  |
| 13      | 2       | Amine Khadiri              | Chipre        | 3:47.61 |                  |
| 14      | 4       | Valentin Smirnov           | Rússia        | 3:47.69 | Q                |
| 15      | 4       | Tamás Kazi                 | Hungria       | 3:48.08 |                  |
| 16      | 1       | Jozef Pelikán              | Eslováquia    | 3:48.57 |                  |
| 17      | 4       | Goran Nava                 | Sérvia        | 3:48.80 |                  |
| 18      | 4       | Johan Rogestedt            | Suécia        | 3:48.88 |                  |
| 19      | 4       | Danny Mooney               | Irlanda       | 3:48.96 |                  |
| 20      | 3       | Charlie Grice              | Reino Unido   | 3:48.98 | Q                |
| 21      | 3       | Henrik Ingebrigtsen        | Noruega       | 3:49.36 | Q                |
| 22      | 2       | Krzysztof Żebrowski        | Polónia       | 3:49.76 |                  |
| 23      | 3       | Yoann Kowal                | França        | 3:49.99 |                  |
| 24      | 4       | Filip Ingebrigtsen         | Noruega       | 3:50.15 |                  |
| 25      | 3       | Marc Alcalá                | Espanha       | 3:50.46 |                  |
| 26      | 3       | Szymon Krawczyk            | Polónia       | 3:51.72 |                  |
| 27      | 3       | Milan Kocourek             | Chéquia       | 3:56.49 |                  |
| 28      | 3       | Ramazan Özdemir            | Turquia       | 3:59.54 |                  |

### Final
A final foi realizada às 16:30 no dia 7 de março de 2015.  
| Posição           | Atleta              | Nacionalidade | Tempo   | Notas                |
| ----------------- | ------------------- | ------------- | ------- | -------------------- |
| Medalha de ouro   | Jakub Holuša        | Chéquia       | 3:37.68 | Recorde nacional     |
| Medalha de prata  | Ilham Tanui Özbilen | Turquia       | 3:37.74 | Recorde da temporada |
| Medalha de bronze | Chris O'Hare        | Reino Unido   | 3:38.96 | Recorde da temporada |
| 4                 | Homiyu Tesfaye      | Alemanha      | 3:39.08 |                      |
| 5                 | Charlie Grice       | Reino Unido   | 3:39.43 | Recorde pessoal      |
| 6                 | Henrik Ingebrigtsen | Noruega       | 3:39.70 | Recorde nacional     |
| 7                 | John Travers        | Irlanda       | 3:41.50 |                      |
| 8                 | Valentin Smirnov    | Rússia        | 3:41.88 |                      |
| 9                 | Artur Ostrowski     | Polónia       | 3:44.98 |                      |

Legenda
| Recorde mundial       | Recorde mundial (World record)               |                       | Recorde africano                      | Recorde africano (African) |                                           | Q | Classificado por posição (Qualified) |
| Recorde do campeonato | Recorde do campeonato (Championship record)  | Recorde da América    | Recorde da América (Americas)         | q                          | Classificado por melhor tempo (Qualified) |   |                                      |
| Melhor marca do ano   | Melhor marca do ano (World leading)          | Recorde asiático      | Recorde asiático (Asian)              | DNS                        | Não largou (Did not start)                |   |                                      |
| Recorde nacional      | Recorde nacional (National record)           | Recorde europeu       | Recorde europeu (European)            | DNF                        | Não terminou (Did not finish)             |   |                                      |
| Recorde pessoal       | Recorde pessoal do atleta (Personal best)    | Recorde da Oceania    | Recorde da Oceania (Oceania)          | DSQ / DQ                   | Desclassificado (Disqualified)            |   |                                      |
| Recorde da temporada  | Recorde da temporada do atleta (Season best) | Recorde sul-americano | Recorde sul-americano (South America) | NM                         | Sem marca (No mark)                       |   |                                      |